# Diastema purpurascens
Diastema purpurascens là một loài thực vật có hoa trong họ Tai voi. Loài này được Rusby mô tả khoa học đầu tiên năm 1900.